# Aith
Aith är en by i civil parish Sandsting, på ön Mainland, i kommun Shetlandsöarna, i Skottland. Byn är belägen 5 km från Voe. Orten hade 165 invånare år 1991.